# Koutsourás (Lassíthi)
Koutsourás, en grec moderne : Κουτσουράς, est un village du dème d'Ierápetra, dans le district régional de Lassíthi, de la Crète, en Grèce. Selon le recensement de 2001, la population de Koutsourás compte 818 habitants.
Le village est situé à une altitude de 10 m et à une distance de 22 km d'Ierápetra.